# Río Quebradaseca
El río Quebradaseca o Quebrada Seca es un corto río anastomosado Colombiano, que sin contar el recorrido de las fuentes que lo conforman, tiene tan solo 9 kilómetros de longitud, perteneciente al departamento de Antioquia. Nace en el punto triple que separa los municipios de Ebéjico, San Jerónimo y Sopetrán, producto de la confluencia de las quebradas Clara y Sucia.
La Clara, nacida a 2550 m s. n. m. en el Alto La Aguada de Ebéjico y La Sucia nacida en el Alto Canoa, límites de este municipio con el corregimiento San Sebastián de Palmitas (Medellín) a 3000 m s. n. m..
El río Quebradaseca desemboca en el río Cauca a la altura del corregimiento San Nicolás, municipio de Sopetrán a 455 m s. n. m..

## Cuenca
La cuenca del río Quebradaseca tiene unos 250 kilómetros cuadrados, naciendo de la confluencia de las quebradas Sucia y Clara, donde ambas evacúan una grande y compleja red de drenaje que incluye el 90% del municipio de Ebéjico y la totalidad de los corregimientos de San Nicolás en Sopetrán y Palmitas (Medellín), siendo la única cuenca del Área metropolitana del Valle de Aburrá por fuera del sistema hidrográfico del río Medellín y además la única del municipio homónimo que permanece con corrientes hídricas de buena calidad en todo su trayecto.
Las quebradas La Clara y La Sucia recorren de manera paralela un profundo cañón, recibiendo una red hídrica dendrítica de grandes caudales en más de 20 kilómetros de longitud cada una.
Por lo que la oferta hídrica del río Quebrada Seca es sumamente abundante; recibiendo solo en el municipio de Medellín a través de la quebrada La Sucia y la subcuenca La Frisola cientos de nacimientos de agua de caudal permanente.
La parte alta de la cuenca del Quebradaseca es una de las mejores conservadas de Antioquia, incluyendo puntos tan importantes como el Cerro del Padre Amaya, la cordillera de las Baldías y el Distrito de Manejo Integrado Divisoria Aburrá-Río Cauca.
Los principales usos que se le dan a las aguas del río Quebradaseca son acuícolas; contando en la parte baja de su cañón con aproximadamente un centenar de lagos  destinados al cultivo de tilapia, mojarra y cachama; además de tener parques ecoturíticos como el Gaitero en sus orillas que aprovechan la enorme oferta piscícola del río. Sin embargo, varios de sus afluentes surten acueductos de Palmitas, Ebéjico y Sopetrán, municipios por los que discurre, lo cual lo convierte en una cuenca estratégica para el departamento de Antioquia.
El río Quebradaseca al llegar al Desierto de Occidente, deja de recibir afluentes por lo que la oferta hídrica de su cuenca se reduce dramáticamente, generando a su llegada al Cauca un abanico aluvial de 200 metros de ancho y 9 kilómetros de largo que además se extiende por la cuenca de las quebradas Sucia y Clara; en este abanico aluvial es donde se vienen dando los proyectos piscícolas.
El único centro urbano ubicado a sus orillas es el corregimiento San Nicolás del municipio de Sopetrán. Este Poblado es uno de los más históricos del departamento de Antioquia, conservando aún la antiquísima arquitectura colonial y calles empedradas. Gracias al río, el nombre oficial de Fundación de esta población fue el de "San Nicolás de Quebradaseca" y en un período de su historia funcionó en esta localidad cerca a la desembocadura del Quebradaseca al Cauca, un Lazareto para aislar a la población leprosa.